# Amphilinidae
Die Amphilinidea sind eine Ordnung innerhalb der Monozoischen Bandwürmer (Cestodaria). Die acht bekannten Arten gehören alle der Familie Amphilinidae an. Sie sind weltweit verbreitet und leben als Parasiten in verschiedenen Knochenfischen und Schildkröten. Anders als die Echten Bandwürmer haben diese Tiere nur eine Garnitur von Genitalorganen und weisen keine „Segmentierung“ in Proglottiden auf.
Ein deutliches Erkennungszeichen der Amphilinidae sind die typisch geformten Haken, von denen die Tiere zehn Stück besitzen.

## Arten
- Amphilina
  - Amphilina foliacea
  - Amphilina japonica
- Gigantolina
  - Gigantolina elongata
  - Gigantolina magna
- Schizchoerus
  - Schizchoerus janickii
  - Schizchoerus africanus
  - Schizchoerus liguloideus
  - Schizchoerus paragonopora